# Mistrzostwa Europy w Pływaniu na krótkim basenie 2015
22. Mistrzostwa Europy w Pływaniu na krótkim basenie odbywały się w dniach 2–6 grudnia 2015 roku w Netanji pod patronatem Europejskiej Federacji Pływackiej (LEN – Ligue Européenne de Natation). Początkowo zawody miały odbyć się w styczniu 2015 r., ale Europejska Federacja Pływacka zmieniła termin na grudzień.

## Klasyfikacja medalowa
| Miejsce | Państwo         | Złoto | Srebro | Brąz | Razem |
| ------- | --------------- | ----- | ------ | ---- | ----- |
| 1.      | Węgry           | 11    | 3      | 1    | 15    |
| 2.      | Włochy          | 7     | 5      | 5    | 17    |
| 3.      | Niemcy          | 4     | 2      | 1    | 7     |
| 4.      | Rosja           | 3     | 7      | 7    | 17    |
| 5.      | Polska          | 3     | 2      | 2    | 7     |
| 5.      | Szwecja         | 3     | 2      | 2    | 7     |
| 7.      | Wielka Brytania | 2     | 7      | 2    | 11    |
| 8.      | Holandia        | 2     | 3      | 4    | 9     |
| 9.      | Finlandia       | 2     | 0      | 0    | 2     |
| 10.     | Belgia          | 1     | 3      | 1    | 5     |
| 11.     | Słowenia        | 1     | 0      | 0    | 1     |
| 11.     | Ukraina         | 1     | 0      | 0    | 1     |
| 13.     | Dania           | 0     | 3      | 1    | 4     |
| 14.     | Izrael          | 0     | 2      | 1    | 3     |
| 15.     | Białoruś        | 0     | 1      | 3    | 4     |
| 16.     | Francja         | 0     | 1      | 1    | 2     |
| 17.     | Islandia        | 0     | 0      | 2    | 2     |
| 17.     | Turcja          | 0     | 0      | 2    | 2     |
| 19.     | Chorwacja       | 0     | 0      | 1    | 1     |
| 19.     | Grecja          | 0     | 0      | 1    | 1     |
| 19.     | Irlandia        | 0     | 0      | 1    | 1     |
| 19.     | Litwa           | 0     | 0      | 1    | 1     |
| 19.     | Norwegia        | 0     | 0      | 1    | 1     |
| 19.     | Portugalia      | 0     | 0      | 1    | 1     |
| Razem   | Razem           | 40    | 41     | 41   | 122   |

## Reprezentacje
W mistrzostwach udział wzięło 48 państw, 500 sportowców (291 mężczyzn i 209 kobiet).
- Albania (2)
- Andora (2)
- Armenia (2)
- Austria (19)
- Azerbejdżan (3)
- Belgia (11)
- Białoruś (13)
- Bośnia i Hercegowina (3)
- Bułgaria (2)
- Chorwacja (9)
- Cypr (2)
- Czechy (27)
- Dania (8)
- Estonia (16)
- Finlandia (22)
- Francja (13)
- Grecja (3)
- Gruzja (2)
- Hiszpania (4)
- Holandia (13)
- Irlandia (2)
- Islandia (3)
- Izrael (46)
- Kosowo (2)
- Liechtenstein (1)
- Litwa (7)
- Luksemburg (6)
- Łotwa (3)
- Macedonia Północna (1)
- Malta (2)
- Mołdawia (3)
- Niemcy (27)
- Norwegia (8)
- Polska (8)
- Portugalia (14)
- Rosja (38)
- Rumunia (5)
- Serbia (7)
- Słowacja (12)
- Słowenia (10)
- Szwajcaria (11)
- Szwecja (7)
- Turcja (18)
- Ukraina (5)
- Węgry (27)
- Wielka Brytania (12)
- Włochy (36)
- Wyspy Owcze (3)

## Reprezentacja Polski
Źródło:
| - Marcin Cieślak - Konrad Czerniak - Radosław Kawęcki - Tomasz Polewka - Sebastian Szczepański - Wojciech Wojdak | - Alicja Tchórz - Aleksandra Urbańczyk-Olejarczyk |

## Wyniki

### Mężczyźni
| Konkurencja            | Złoto | Złoto       | Srebro | Srebro   | Brąz | Brąz     |
| Konkurencja            | Zawodnik | Czas        | Zawodnik | Czas     | Zawodnik | Czas     |
| Styl dowolny           | |             | |          | |          |
| 50 metrów              | Jewgienij Siedow · Rosja                                                                                          | 20,87       | Marco Orsi · Włochy                                                                                          | 20,92    | Sebastian Szczepański · Polska                                                                                   | 21,21    |
| 100 metrów             | Marco Orsi · Włochy                                                                                               | 46,05       | Pieter Timmers · Belgia                                                                                      | 46,61    | Sebastian Szczepański · Polska                                                                                   | 46,87    |
| 200 metrów             | Paul Biedermann · Niemcy                                                                                          | 1:42,68     | Pieter Timmers · Belgia                                                                                      | 1:42,85  | Glenn Surgeloose · Belgia · Wiaczesław Andrusienko · Rosja                                                       | 1:43,55  |
| 400 metrów             | Péter Bernek · Węgry                                                                                              | 3:35,46     | Paul Biedermann · Niemcy                                                                                     | 3:35,96  | Gabriele Detti · Włochy                                                                                          | 3:37,22  |
| 1500 metrów            | Gregorio Paltrinieri · Włochy                                                                                     | 14:08,06 WR | Gabriele Detti · Włochy                                                                                      | 14:18,00 | Henrik Christiansen · Norwegia                                                                                   | 14:23,60 |
| sztafeta 4 × 50 metrów | Rosja · Jewgienij Siedow (20,71) · Andriej Arbuzow (20,94) · Aleksandr Kliukin (20,93) · Nikita Konowałow (20,91) | 1:23,49     | Włochy · Federico Bocchia (21,56) · Marco Orsi (20,46) · Giuseppe Guttuso (21,20) · Filippo Magnini (21,22)  | 1:24,44  | Białoruś · Jauhien Curkin (21,83) · Anton Łatkin (21,11) · Wiktar Stasiełowicz (21,03) · Artiom Maczekin (21,04) | 1:25,01  |
| Styl grzbietowy        | |             | |          | |          |
| 50 metrów              | Tomasz Polewka · Polska                                                                                           | 22,96 NR    | Chris Walker-Hebborn · Wielka Brytania · Simone Sabbioni · Włochy                                            | 23,09    | nie przyznano |          |
| 100 metrów             | Radosław Kawęcki · Polska                                                                                         | 49,64       | Stanisław Doniec · Rosja                                                                                     | 50,30    | Chris Walker-Hebborn · Wielka Brytania                                                                           | 50,35    |
| 200 metrów             | Radosław Kawęcki · Polska                                                                                         | 1:48,33 CR  | Jakow Tumarkin · Izrael                                                                                      | 1:49,84  | Simone Sabbioni · Włochy                                                                                         | 1:50,75  |
| Styl klasyczny         | |             | |          | |          |
| 50 metrów              | Damir Dugonjič · Słowenia                                                                                         | 26,20       | Adam Peaty · Wielka Brytania                                                                                 | 26,21    | Oleg Kostin · Rosja · Alexander Murphy · Irlandia                                                                | 26,35    |
| 100 metrów             | Marco Koch · Niemcy                                                                                               | 56,78       | Adam Peaty · Wielka Brytania                                                                                 | 56,96    | Giedrius Titenis · Litwa                                                                                         | 57,02    |
| 200 metrów             | Marco Koch · Niemcy                                                                                               | 2:00,53 CR  | Dániel Gyurta · Węgry                                                                                        | 2:01,99  | Andrew Willis · Wielka Brytania                                                                                  | 2:02,76  |
| Styl motylkowy         | |             | |          | |          |
| 50 metrów              | Andrij Howorow · Ukraina                                                                                          | 22,36       | Jauhien Curkin · Białoruś                                                                                    | 22,56    | Aleksandr Popkow · Rosja                                                                                         | 22,69    |
| 100 metrów             | László Cseh · Węgry                                                                                               | 49,33       | Matteo Rivolta · Włochy                                                                                      | 49,70    | Nikita Konowałow · Rosja                                                                                         | 50,28    |
| 200 metrów             | László Cseh · Węgry                                                                                               | 1:49,00 ER  | Viktor Bromer · Dania                                                                                        | 1:51,62  | Simon Sjödin · Szwecja                                                                                           | 1:52,89  |
| Styl zmienny           | |             | |          | |          |
| 100 metrów             | Siergiej Fiesikow · Rosja                                                                                         | 52,00       | Ja’akow-Jan Tumarkin · Izrael                                                                                | 52,62    | Andreas Vazaios · Grecja                                                                                         | 52,67    |
| 200 metrów             | László Cseh · Węgry                                                                                               | 1:51,36 ER  | Philip Heintz · Niemcy                                                                                       | 1:53,21  | Diogo Carvalho · Portugalia                                                                                      | 1:53,45  |
| 400 metrów             | Dávid Verrasztó · Węgry                                                                                           | 4:02,43     | Roberto Pavoni · Wielka Brytania                                                                             | 4:02,69  | Gal Nevo · Izrael                                                                                                | 4:04,68  |
| sztafeta 4 × 50 metrów | Włochy · Simone Sabbioni (23,29) · Fabio Scozzoli (25,88) · Matteo Rivolta (22,19) · Marco Orsi (20,35)           | 1:31,71 CR  | Rosja · Andriej Szabasow (23,46) · Oleg Kostin (26,05) · Aleksandr Popkow (22,26) · Jewgienij Siedow (20,40) | 1:32,17  | Białoruś · Pawieł Sankowicz (23,45) · Ilja Szymanowicz (26,59) · Jauhien Curkin (21,99) · Anton Łatkin (21,18)   | 1:33,21  |

Legenda: WR – Rekord świata; ER – Rekord Europy; CR – Rekord mistrzostw Europy; NR – Rekord kraju.

### Kobiety
| Konkurencja            | Złoto | Złoto      | Srebro | Srebro   | Brąz | Brąz    |
| Konkurencja            | Zawodnik | Czas       | Zawodnik | Czas     | Zawodnik | Czas    |
| Styl dowolny           | |            | |          | |         |
| 50 metrów              | Ranomi Kromowidjojo · Holandia                                                                                     | 23,56      | Sarah Sjöström · Szwecja                                                                                          | 23,63    | Jeanette Ottesen · Dania                                                                                                | 23,94   |
| 100 metrów             | Sarah Sjöström · Szwecja                                                                                           | 51,37      | Ranomi Kromowidjojo · Holandia                                                                                    | 51,59    | Wieronika Popowa · Rosja                                                                                                | 52,02   |
| 200 metrów             | Federica Pellegrini · Włochy                                                                                       | 1:51,89    | Wieronika Popowa · Rosja                                                                                          | 1:52,46  | Femke Heemskerk · Holandia                                                                                              | 1:52,81 |
| 400 metrów             | Jazmin Carlin · Wielka Brytania                                                                                    | 3:58,81    | Katinka Hosszú · Węgry                                                                                            | 3:58,84  | Boglárka Kapás · Węgry                                                                                                  | 3:59,02 |
| 800 metrów             | Jazmin Carlin · Wielka Brytania                                                                                    | 8:11,01    | Boglárka Kapás · Węgry                                                                                            | 8:11,43  | Sharon van Rouwendaal · Holandia                                                                                        | 8:15,84 |
| sztafeta 4 × 50 metrów | Włochy · Silvia Di Pietro (24,03) · Erika Ferraioli (23,59) · Aglaia Pezzato (24,14) · Federica Pellegrini (24,29) | 1:36,05    | Holandia · Inge Dekker (24,41) · Femke Heemskerk (24,01) · Tamara van Vliet (24,52) · Ranomi Kromowidjojo (23,26) | 1:36,20  | Rosja · Rozalija Nasrietdinowa (24,40) · Wieronika Popowa (23,92) · Daria Kartaszowa (24,19) · Natalija Łowcowa (24,11) | 1:36,62 |
| Styl grzbietowy        | |            | |          | |         |
| 50 metrów              | Katinka Hosszú · Węgry                                                                                             | 26,13      | Aleksandra Urbańczyk-Olejarczyk · Polska                                                                          | 26,27    | Sanja Jovanović · Chorwacja                                                                                             | 26,45   |
| 100 metrów             | Katinka Hosszú · Węgry                                                                                             | 55,42 CR   | Alicja Tchórz · Polska                                                                                            | 57,17 NR | Eygló Ósk Gústafsdóttir · Islandia                                                                                      | 57,42   |
| 200 metrów             | Katinka Hosszú · Węgry                                                                                             | 1:59,84 CR | Darja Ustinowa · Rosja                                                                                            | 2:01,57  | Eygló Ósk Gústafsdóttir · Islandia                                                                                      | 2:03,53 |
| Styl klasyczny         | |            | |          | |         |
| 50 metrów              | Jenna Laukkanen · Finlandia                                                                                        | 29,71      | Fanny Lecluyse · Belgia                                                                                           | 29,84    | Natalja Iwaniejewa · Rosja                                                                                              | 29,99   |
| 100 metrów             | Jenna Laukkanen · Finlandia                                                                                        | 1:04,56    | Moniek Nijhuis · Holandia                                                                                         | 1:05,21  | Viktoriya Zeynep Gunes · Turcja                                                                                         | 1:05,32 |
| 200 metrów             | Fanny Lecluyse · Belgia                                                                                            | 2:18,49    | Marija Astaszkina · Rosja                                                                                         | 2:19,69  | Viktoriya Zeynep Gunes · Turcja                                                                                         | 2:19,73 |
| Styl motylkowy         | |            | |          | |         |
| 50 metrów              | Sarah Sjöström · Szwecja                                                                                           | 24,58 CR   | Jeanette Ottesen · Dania                                                                                          | 25,04    | Silvia Di Pietro · Włochy                                                                                               | 25,26   |
| 100 metrów             | Sarah Sjöström · Szwecja                                                                                           | 55,03 CR   | Jeanette Ottesen · Dania                                                                                          | 55,68    | Alexandra Wenk · Niemcy                                                                                                 | 56,43   |
| 200 metrów             | Franziska Hentke · Niemcy                                                                                          | 2:03,01    | Lara Grangeon · Francja                                                                                           | 2:03,85  | Alessia Polieri · Włochy                                                                                                | 2:04,37 |
| Styl zmienny           | |            | |          | |         |
| 100 metrów             | Katinka Hosszú · Węgry                                                                                             | 56,67 WR   | Siobhan-Marie O’Connor · Wielka Brytania                                                                          | 57,65    | Marrit Steenbergen · Holandia                                                                                           | 59,00   |
| 200 metrów             | Katinka Hosszú · Węgry                                                                                             | 2:02,53 CR | Siobhan-Marie O’Connor · Wielka Brytania                                                                          | 2:05,13  | Louise Hansson · Szwecja                                                                                                | 2:07,96 |
| 400 metrów             | Katinka Hosszú · Węgry                                                                                             | 4:19,75    | Hannah Miley · Wielka Brytania                                                                                    | 4:26,87  | Lara Grangeon · Francja                                                                                                 | 4:27,31 |
| sztafeta 4 × 50 metrów | Holandia · Tessa Vermeulen (27,51) · Moniek Nijhuis (29,27) · Inge Dekker (25,10) · Ranomi Kromowidjojo (22,97)    | 1:44,85    | Szwecja · Louise Hansson (27,23) · Sophie Hansson (29,82) · Sarah Sjöström (24,33) · Magdalena Kuras (23,96)      | 1:45,34  | Włochy · Elena Gemo (26,95) · Martina Carraro (30,06) · Silvia Di Pietro (24,98) · Erika Ferraioli (23,74)              | 1:45,73 |

Legenda: WR – Rekord świata; ER – Rekord Europy; CR – Rekord mistrzostw Europy; NR – Rekord kraju.

### Sztafety mieszane
| Konkurencja                                     | Złoto | Złoto      | Srebro | Srebro  | Brąz | Brąz    |
| Konkurencja                                     | Reprezentacja                                                                                                  | Czas       | Reprezentacja | Czas    | Reprezentacja | Czas    |
| sztafeta mieszana 4 × 50 metrów stylem dowolnym | Włochy · Federico Bocchia (21,58) · Marco Orsi (20,46) · Silvia Di Pietro (23,63) · Erika Ferraioli (23,59)    | 1:29,26 CR | Rosja · Jewgienij Siedow (21,14) · Nikita Konowałow (20,85) · Natalja Łowcowa (23,63) · Rozalija Nasrietdinowa (23,97)    | 1:29,59 | Holandia · Jesse Puts (21,74) · Ben Schwietert (21,78) · Inge Dekker (23,78) · Ranomi Kromowidjojo (22,73)                      | 1:30,03 |
| sztafeta mieszana 4 × 50 metrów stylem zmiennym | Włochy · Simone Sabbioni (23,50) · Fabio Scozzoli (25,99) · Silvia Di Pietro (25,24) · Erika Ferraioli (23,60) | 1:38,33 CR | Rosja · Andriej Szabasow (23,52) · Andriej Nikolajew (25,69) · Alina Kaszinskaja (25,47) · Rozalija Nasrietdinowa (23,68) | 1:38,36 | Białoruś · Pawieł Sankowicz (23,50) · Ilja Szymanowicz (26,64) · Swiatłana Chachłowa (25,33) · Alaksandra Hierasimienia (23,56) | 1:39,03 |

Legenda: WR – Rekord świata; ER – Rekord Europy; CR – Rekord mistrzostw Europy.